# Arthur Riscoe
Arthur Riscoe (Sherburn in Elmet, 18 de novembro de 1895 – Londres, 6 de agosto de 1954) foi um ator britânico da era do cinema mudo.

## Filmografia selecionada
- Horatio's Deception (1920)
- For Love of You (1933)
- Public Nuisance No. 1 (1936)
- Paradise for Two (1938)
- Kipps (1941)